# Philodoria dubauticola
Philodoria dubauticola là một loài loài bướm thuộc họ Gracillariidae. Loài này chỉ có ở Maui.
Ấu trùng ăn các loài Dubautia plantaginea. Có khả năng chúng ăn lá cây nơi chúng sống.